# Arreo

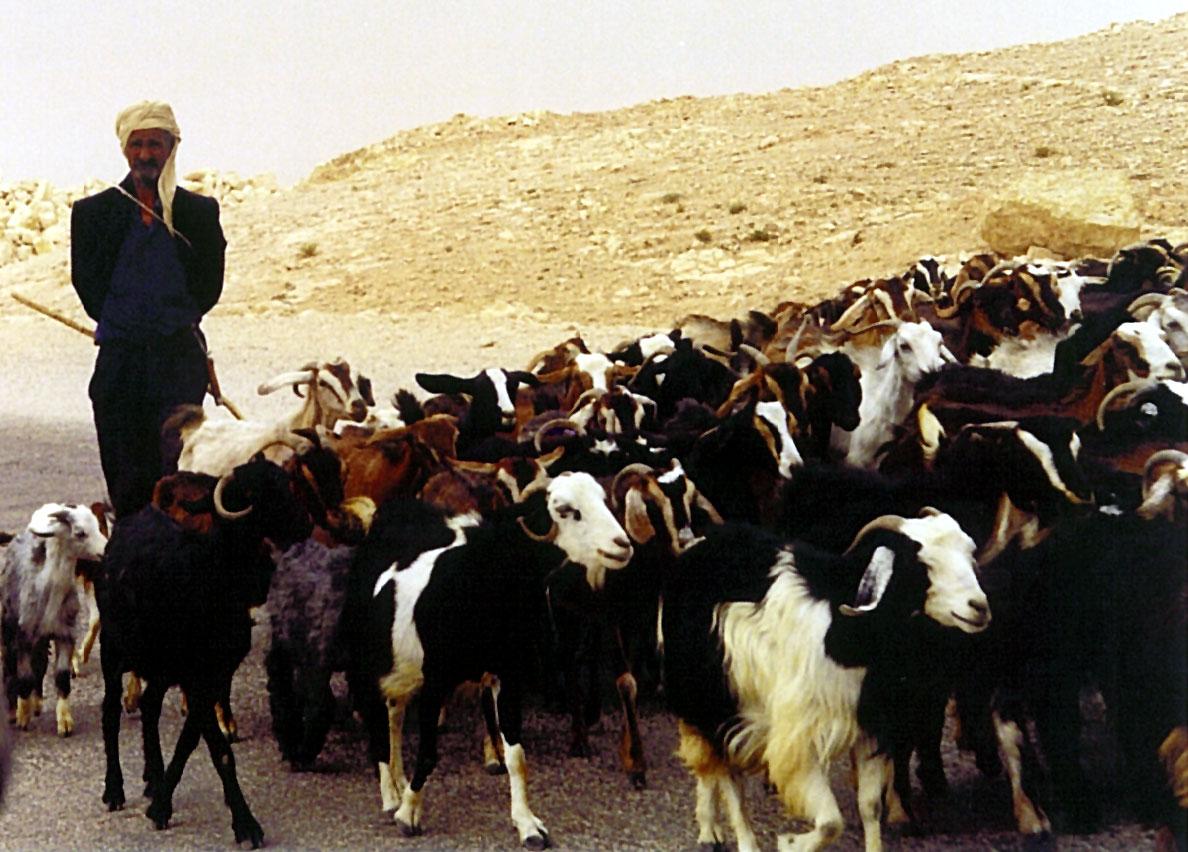
Un hombre arreando cabras en Túnez.

El arreo ("adorno, correas de la caballería, estimular a las bestias para que caminen") es el acto de reunir animales individuales en un grupo (manada), mantener al grupo y dirigirlo de un lugar a otro — o cualquier combinación de estos actos. 
Algunos animales se reúnen instintivamente en manada. Un grupo de animales que huye de un depredador mostrará un comportamiento de manada para protegerse; mientras que algunos depredadores, como los lobos y los perros, tienen cualidades instintivas para el arreo derivadas de los instintos primitivos de caza. Los instintos en el perros pastores y la capacidad de adiestramiento se pueden medir en pruebas de arreo no competitivas. Los perros que exhiben instintos básicos de arreo de animales pueden ser entrenados para ayudar en el pastoreo y para competir en pruebas de arreo y ganado. También se ha observado que los cachalotes se unen para arrear presas en un comportamiento de alimentación coordinado.
El arreo sirve en la agricultura para manejar animales domésticos. El arreo puede ser realizado por personas o animales entrenados como perros pastores que controlan el movimiento del ganado bajo la dirección de una persona. En algunos países se ha desarrollado un deporte competitivo en el que la habilidad combinada del hombre y el perro pastor se prueba y juzga en una "prueba", como una prueba de perros pastores. En su mayoría se crían animales como ovejas, camellos, yaks y cabras. Proporcionan leche, carne y otros productos a los arrieros y sus familias.

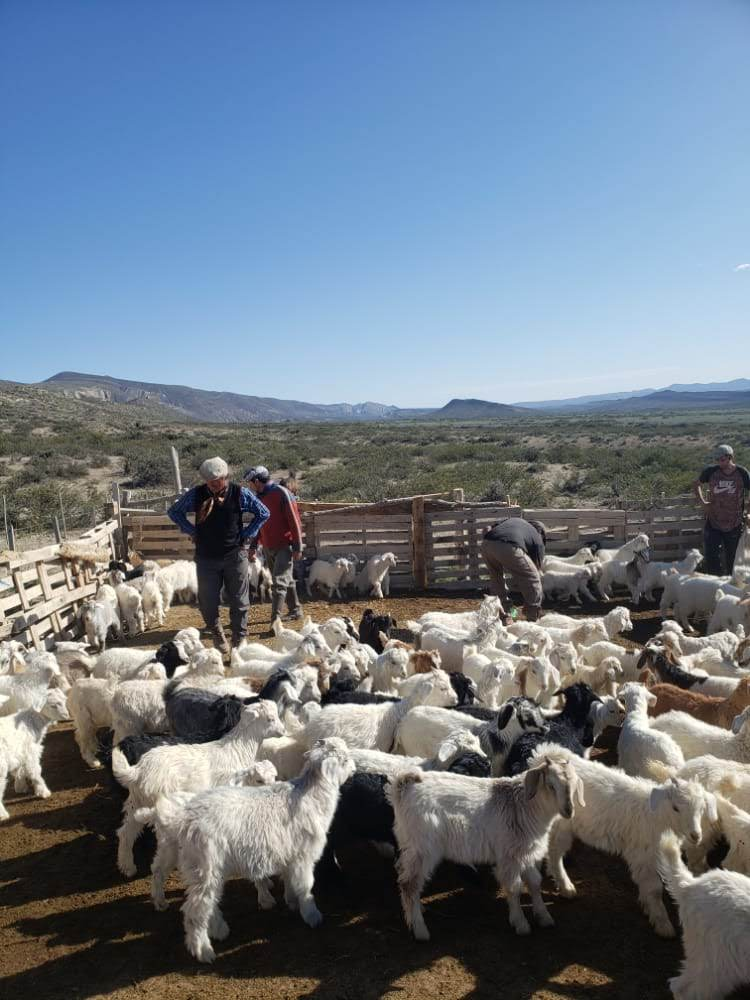
como se junta los animales para salir con el arreo en el norte neuquino- Argentina